# Xenochalara juniperi
Xenochalara juniperi är en svampart som beskrevs av M.J. Wingf. & Crous 2000. Xenochalara juniperi ingår i släktet Xenochalara, divisionen sporsäcksvampar och riket svampar.   Inga underarter finns listade i Catalogue of Life.